# Viburnum trilobum
Espèce
La viorne trilobée (Viburnum trilobum) est une espèce de viornes natives de l’Amérique du Nord. On la retrouve, du Nouveau-Brunswick à la Colombie-Britannique, au sud jusque dans l’état de Washington et à l’est et au nord de la Virginie.

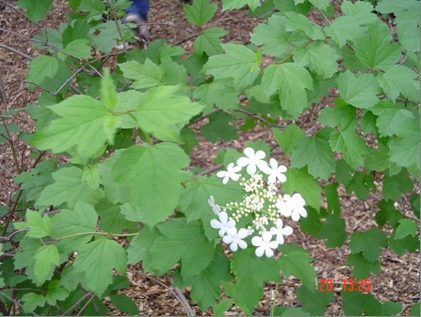
Fleur du Viorne Trilobé

C’est une plante dicotylédone de la famille des adoxaceae et du genre Viburnum. On la retrouve en taillis dans les zones humides comme les littoraux, les marais et les bords de forêts. Elle se distingue par ses fruits rouges (pimbina) ainsi que ses feuilles trilobées.

## Description
La viorne trilobée est un arbuste moyen à feuille caduque. Sa taille est de 2 à 4 mètres et sa largeur peut dépasser les 3 mètres selon les conditions du milieu. Les tiges sont grises et tendres aux extrémités largement arquées. Ses feuilles sont simples, opposées, de forme trilobée et ont entre 5 et 10 cm de longueur. 
Durant l’été, les feuilles sont vert foncé puis changent vers des teintes rouges à l’automne. Le pétiole est rainuré et a une glande près de la base. Les fleurs apparaissent début juin sous forme de corymbe aplati, composé de deux types de fleurs. Le corymbe comprend un anneau de 5 mm de fleurs fertiles entouré par des fleurs blanches plus larges composées de cinq pétales qui eux, sont stériles. 
L’arbuste est hermaphrodite (la viorne contient à la fois les organes reproducteurs mâle et femelle) et peut donc être facilement isolé entre individus. La pollinisation se fait par le vent et les insectes. Le fruit est une drupe ronde, rouge brillant qui contient un noyau plat et blanc. La viorne trilobée commence à produire des fruits lorsqu’elle atteint sa maturité à 5 ans. Le fruit reste sur l’arbuste durant la saison hivernale et devient plus sucré. Il constitue une source de nourriture intéressante pour la faune sauvage, dont les oiseaux qui dispersent les graines.  

## Habitat
La viorne trilobée préfère vivre au soleil et dans des terrains humides, mais bien drainés. On la retrouve isolée ou en groupe souvent à l’orée des bois, des marais ou près des caps rocheux avec des sources d’eau souterraine. C’est une espèce considérée comme résistante au stress (exemple : un sol moins riche en nutriments, manque d'ensoleillement). On la retrouve principalement au Canada ainsi que dans le nord-est des États-Unis, mais une  population isolée vit également au Nouveau-Mexique.

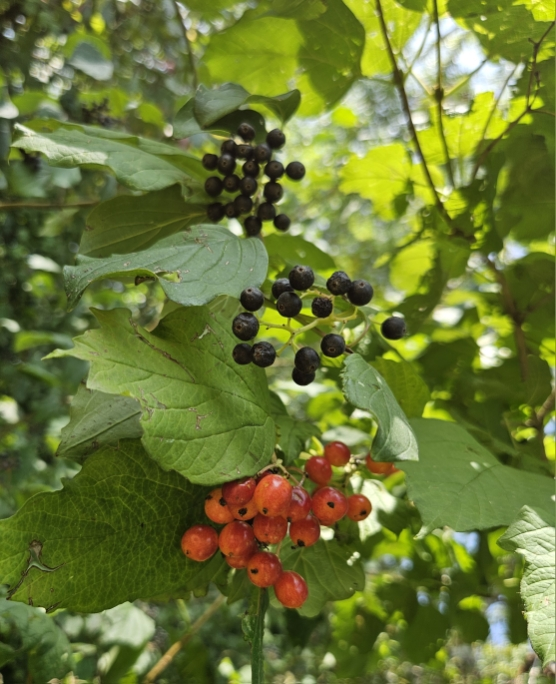
Fructification de viorne trilobée (Viburnum trilobum)

## Comestibilité

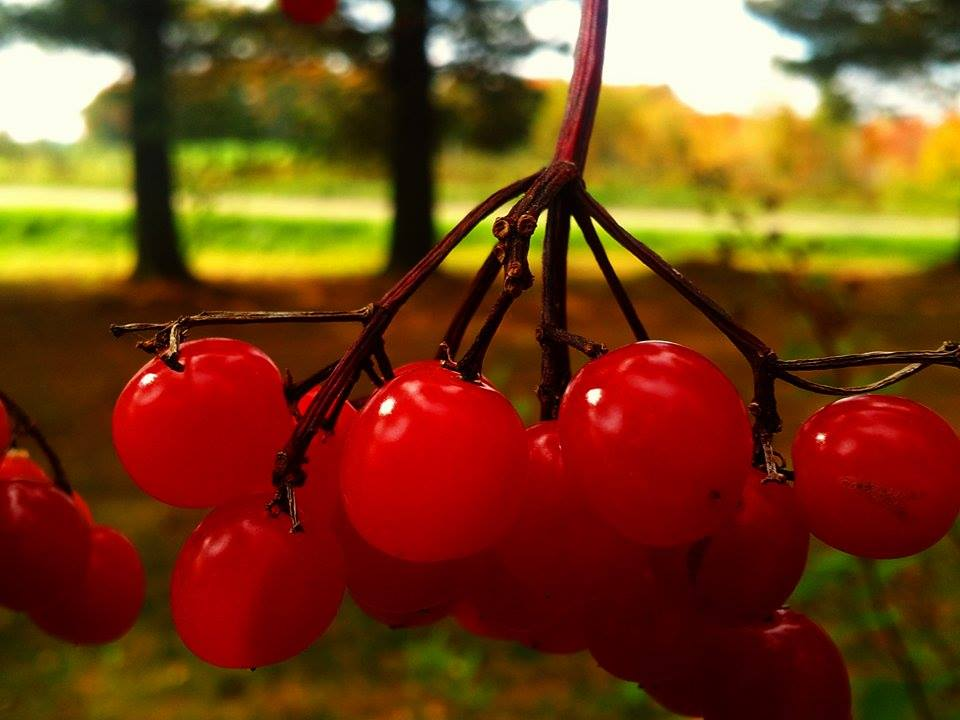
Fruit du viorne trilobé en automne

Le fruit de la viorne trilobée (Pimbina) est comestible, son goût ressemblant à celui de la canneberge. Il peut être mangé nature, mais certains le préfèrent en gelée ou en sauce. Le fruit est acide et riche en vitamine C. La cueillette se fait normalement en automne après une descente de la température en dessous de zéro, ce qui fait descendre la teneur en pectine du fruit et du même coup le rend plus tendre.